# Прудникова, Марина
Марина Прудникова (род. 14 июня 1972) — советская, позже украинская профессиональная велогонщица международного класса. В 1990-х годах она стала натурализованной гражданкой России.

## Биография
Марина Прудникова заняла четвёртое место на чемпионате Украины по шоссейному велоспорту в 1992 году. В юности её обучал Николай Домкин, работавший в комитете физической культуры научно-производственного предприятия «Исток» во Фрязино Московской области.

## Достижения
1992
Грация Орлова
3-я на 4-м этапе
5-й этап Грация Орлова
2-я в генеральной классификации
Гран-при кантона Аргау
Тур де л’Од феминин
2-я на 2-м этапе
3-я на 4-м этапе
4-я на чемпионате Украины — групповая гонка
1993
GP Presov and Pravda
4-й этап
10-я в генеральной классификации
Грация Орлова
3-я на 3-м этапе
8-я в генеральной классификации
2-я на 4-м этапе Тура де л’Од феминин
5-я на Гран-при Хам-Хагедор
2-я на 6-м этапе Тура Бретани
GP des Kantons Zurich
2-я на 3-м этапе
4-й этап
7-я в генеральной классификации
1994
GP Presov and Pravda
4-й этап
5-я в генеральной классификации
9-я на Грация Орлова
2-я на Frauen Grand Prix Gippingen
Тур де л’Од феминин
3-я на 7-м этапе
2-я на 9-м этапе
2-я на 3-м этапе GP des Kantons Zurich
4-я на Хроно Шампенуа
1995
Trois Jours de Vendée
2-я на 2-м этапе
4-й этап
10-я в генеральной классификации
Etoile Vosgienne - Epinal
3-й этап
4-й этап
генеральная классификация
3-я на 4-м этапе Вуэльты Майорки
GP du Portugal Féminin
3-я ан 1-м этапе
2-й этап
3-й этап
генеральная классификация
Тур Бретани
2-я на 5-м этапе
3-я в генеральной классификации
6-я на чемпионате России — индивидуальная гонка
6-я на чемпионате России — групповая гонка
GP des Kantons Zurich
2-й этап
9-я в генеральной классификации
Гранд Букль феминин
5-я на 5-м этапе
8-я на 8-м этапе
2-я на 12-м этапе
9-я на Masters Féminins
1996
6-я на AXA Leben Pokal
2-я на 5-м этапе Вуэльты Майорки
1-й этап GP du Portugal Féminin
6-я на чемпионате России — индивидуальная гонка
Вуменс Челлендж
10-я на 6-м этапе
2-я на 7-м этапе
7-я на 8-м этапе
2-я на 9-м этапе
GP des Kantons Zurich
4-я на прологе
6-я на 3-м этапе
10-я в генеральной классификации
Гранд Букль феминин
3-я на 2-м этапе
5-я на 3-м этапе

### Статистика выступления наГранд-турах
| Гонка / Год          | 1992 | 1993 | 1994           | 1995           | 1996           |
| -------------------- | ---- | ---- | -------------- | -------------- | -------------- |
| Женский Тур де Франс | —    | 43   | не проводилась | не проводилась | не проводилась |
| Гранд Букль феминин  | 55   | —    | 31             | 30             | 29             |
| Тур де л'Од феминин  | DNF  | 61   | 44             | 23             | —              |